# Гриняев, Омари Омарович
Омари Омарович Гриняев (родился 17 июля 1994 в Сыктывкаре) — российский регбист, крайний трехчетвертной команды «Стрела». Кандидат в мастера спорта России по американскому футболу.

## Биография

### Карьера в мини-футболе
В родном Сыктывкаре занимался мини футболом и был вратарём в молодёжной команде «Новая генерация».

### Карьера в американском футболе
В 2015 году перебрался в Москву, где решил попробовать свои силы в американском футболе. Выбор Гриняева пал на клуб «Спартанцы». В американском футболе занимал позицию лайнбекера. В составе «Спартанцев» стал чемпионом России 2018 года, серебряным призёром 2016 года и дважды завоевал бронзу (2015 и 2017). Был чемпионом СНГ 2018, победителем европейского турнира CEFL 2019, чемпионом Восточно-Европейской Суперлиги 2019.

### Карьера в регби
Попробовать себя в регби решил по совету своей девушки, игрока сборной России по регби-7, Яны Даниловой. Игрок связался с ВВА и «Славой», в последнюю его пригласили на просмотр. В первом же сезоне стал стабильным игроком основного состава и бронзовым призёром чемпионата России. Первую и единственную в сезоне попытку занёс Локомотиву 19 октября.
19 декабря 2020 года дебютировал в сборной России матчем против сборной клубов РПЛ.
Сезон-2021/22 Гриняев провёл в казанской «Стреле» на правах аренды. На сезон-2022/23 заключил полноценный контракт.

## Внеигровая деятельность
Увлекается скайдайвингом. Также является сертифицированным специалистом по кроссфиту и работает тренером по физической подготовке автогонщиков в рамках программы SMP Racing.

## Личная жизнь
По отцу фамилия Курашвили, он чистокровный грузин, хотя его родители родом из Абхазии, где они жили в те времена, когда была Абхазская Автономная Республика, входившая в состав Грузинской ССР.